# 群来太郎丼
群来太郎丼（くきたろうどん）は、日本の丼料理。2015年（平成27年）に北海道小樽市で考案された。小樽産のニシンを3枚におろし、衣をつけて揚げて、醤油味のタレで甘辛く煮絡め、飯に載せた料理で、小樽市のB級グルメとして、北海道内外の催事でも人気を博している。

## 開発の経緯
小樽はかつてニシン漁で栄えた町である。昭和中期以降は漁獲高が激減したものの、種苗放流事業や漁業規制によって、2010年頃から石狩湾沿岸にニシンが戻って来るようになった。ニシンの産卵時に海面がニシンの放精で白く染まる「群来（くき）」も毎年のように見られるようになった。
そこで、小樽で再び獲れるようになったニシンを皆に食べてもらえるようにと、2015年1月に、小樽市祝津のニシン漁師の妻2人が考案した料理が、群来太郎丼である。ニシンの苦手な人や子供にも食べてほしいとの考えから、ニシンの小骨を衣の食感で目立たなくさせ、食べやすくするように工夫が為されている。
名称は、札幌在住の漫画家の田島ハルが、祝津の魅力の発信を目的とする特定非営利活動法人「おたる祝津たなげ会」から、地元のイベント開催に際してニシンのキャラクターの製作の依頼を受けて、2013年に製作したキャラクター「群来太郎」に由来している。
同2015年に、後述する「おたる祝津にしん群来祭り」「しりべしローカルフードチャレンジ」で、群来太郎丼が好評を博したことから、これを地元の新たな名物するとの声が高まった。2016年（平成28年）に、漁業者、加工製造業者、飲食・宿泊業者らの連携により、小樽産ニシンの消費拡大を目的とした普及団体「小樽群来太郎丼普及活動実行委員会」が発足され、祝津の民宿青塚食堂やホテルノイシュロス小樽など、小樽市内の飲食店9店が提供が始められた。

## 反響
小樽市でニシン文化を伝えることを目的としたイベント「おたる祝津にしん群来祭り」では、2015年開催の第7回で群来太郎丼が初めて提供され、限定300食が2時間ほどで完売した。同2015年10月に小樽商工会議所が、後志管内の食材を使った食の祭典「知産志食しりべし ローカルフードチャレンジ」を小樽市内で開催した際には、小樽市内の3社が群来太郎丼を共同出品し、悪天候にもかかわらず1120食が販売され、最高賞のグランプリに選ばれた。2023年1月（令和5年）には小樽市内の15小中学校の給食で提供され、好評を博した。
小樽市外では、2017年2月、北海道岩見沢市で日本商工会議所青年部全国大会の懇親会が開催され。北海道道内約20種類のご当地料理が並ぶ中で、小樽商工会議所青年部の群来太郎丼の屋台には行列ができ、500食が40分で無くなった。北海道外では、2015年12月に東京の西武池袋本店での「小樽と札幌のご馳走祭」で、先着100人限定で群来太郎丼が無料配布された。関西に約80店を展開するスーパー・阪急オアシスが2016年10月に全店舗で3日間行った北海道フェアで、計800食が完売した。